# Zampa
Zampa, ou La fiancée de marbre (Zampa, o la núvia de marbre) és una òpera còmica en tres actes amb música del compositor francès Louis Joseph Ferdinand Hérold i llibret escrit pel dramaturg Anne-Honoré-Joseph Duveyrier, dit Mélesville.
L'obertura de l'òpera és una de les peces d'Hérold més famoses i és una peça interpretada sovint en repertoris orquestrals.

## Història de representacions
Zampa va ser estrenada a París el 3 de maig de 1831 al teatre Opéra-Comique (Salle Ventadour), on esdevingué popular, arribant el 1877 a un nombre de 500 representacions. Tanmateix, en el segle XX va desaparèixer del repertori habitual dels teatres d'òpera. Va ser també popular a Alemanya i a Itàlia. Les parts de text parlades de la primera versió van ser més tard substituïdes per recitatius. Va ser estrenada als Estats Units d'Amèrica el 16 de febrer de 1833 al Théâtre d'Orléans de Nova Orleans, i a Anglaterra el 19 d'abril de 1833, al King's Theatre de Londres. Va arribar al Gran Teatre del Liceu de Barcelona el 23 d'abril de 1848. L'òpera va ser reestrenada a l'Opéra-Comique de París el març de 2008 sota la direcció de William Christie en una producció de Macha Makeïeff i Jérôme Deschamps.

## Personatges
| Paper                                                           | Tessitura    | Estrena, 3 de maig de 1831 (Director: Henri Valentino) |
| --------------------------------------------------------------- | ------------ | ------------------------------------------------------ |
| Zampa, un pirata                                                | tenor        | Jean Baptiste Marie Chollet                            |
| Alphonse de Monza                                               | tenor        | Théodore-François Moreau-Sainti                        |
| Camille, promesa d'Alphonse                                     | soprano      | Alphonsine-Marie-Virginie Casimir                      |
| Daniel                                                          | tenor        | Féréol (Louis Second)                                  |
| Ritta                                                           | mezzosoprano | Marie-Julie Boulanger                                  |
| Dandolo                                                         | tenor        | Juliet                                                 |
| Una estatua de dona                                             |              |                                                        |
| Mariners, soldats, gent del poble, nois joves, joves sicilianes |              |                                                        |

## Argument
L'acció es desenvolupa a Mélazzo, Sicília. Època: segle xvi.

### Context inicial
El jove compte de Monza, havent-hi dissipat la fortuna familiar i seduït i abandonat l'Alice Manfredi, marxa per esdevenir un pirata de mar, adoptant el nom de Zampa. Alice Manfredi, viatjant a la recerca del seu amant traïdor, es acollida i protegida per Lugano, un comerciant adinerat. Alice mor poc després, amb el cor trencat. Lugano ordena que es construeixi una estàtua de marbre al seu palau. Aquesta estàtua és venerada per la gent local com una santa.

### Acte 1
Camille, filla de Lugano, es prepara per casar-se amb l'Alphonse, el fill més jove de la família Monza, qui mai ha conegut el seu germà gran (Zampa). Just llavors Zampa arriba a escena, disfressat. Tothom creu que és a una presó en espera de ser executat, però en realitat ha fugit i acaba de segrestar Lugano. Ara arriba al palau per a reclamar un rescat per l'alliberament de Lugano.
Zampa queda captivat per la bellesa de Camille i exigeix que li sigui entregada com a preu de la vida de Lugano. Per salvar el seu pare, Camille es veu obligada a trencar el seu compromís amb Alphonse, qui surt de l'escena capturat també pels pirates. A Zampa li acompanyen ara els seus pirates. Prenen possessió del palau i ordenen a Dandolo, l'administrador del castell, que prepari les habitacions per ells i que els porti vi. Durant la festa que s'esdevé, Daniel, el primer company de Zampa, observa l'estàtua d'Alice. Per fer una broma, Zampa col·loca un anell al dit de marbre d'Alice i la declara com la seva promesa per aquella nit. Tanmateix, quan intenta treure l'anell, la mà de l'estàtua es tanca, quedant tots aterrits, excepte Zampa.

### Acte 2
L'endemà, Zampa porta Camille a l'altar. Al passar pel llindar de la capella, l'estàtua d'Alice apareix i amenaça Zampa. Un altre cop, Zampa es resisteix a mostrar-se alarmat per l'estàtua. Ara entra en escena Ritta, la companya de Camille, mostrant-se perplexa per dos motius: primer perquè Camille és a punt de casar-se amb un desconegut, tot i que aparentment a contracor; i segon perquè tampoc ni el pare de la núvia, Lugano, ni l'anterior promès, Alphonse, són allà. Llavors Ritta veu a Daniel, el seu marit suposadament mort; això la porta a un dilema, ja que Dandolo l'ha estat acorralant, i ella el troba atractiu.
La trama còmica d'aquest trio continua a la seva manera a través de la resta de la història. Alphonse apareix, després d'escapar-se dels pirates, i reconeix Zampa com el cap dels pirates. Quan està a punt de denunciar Zampa, arriba un perdó del virrei: Zampa rebrà la seva llibertat a condició que ell i els seus homes vagin a combatre als turcs. Malgrat tot això, la cerimònia segueix endavant i Zampa i la desconsolada Camille són casats.

### Acte 3
Desesperat, Alphonse arriba de nit per acomiadar-se de la desolada Camille. Alphonse decideix matar Zampa, però de cop s'adona de que Zampa és de fet el seu germà gran perdut i que, consegüentment, és incapaç de matar-lo. Surt llavors de l'habitació de Camille.
Zampa i Camille queden finalment sols. Tanmateix, en el gir fatal final de la història, quan Zampa intenta abraçar Camille, l'estàtua d'Alice Manfredi apareix un altre cop entre ells i arrossega Zampa amb ella a l'infern (aquesta part de la trama és clarament una referència al final del Don Giovanni de Mozart, i també té una certa semblança amb La Vénus d'Ille de Mérimée).